# Code du statut personnel (Tunisie)
Vous lisez un « article de qualité » labellisé en 2008.
Pour les autres articles nationaux ou selon les autres juridictions, voir Code du statut personnel.
Pour les articles homonymes, voir CSP.
Lire en ligne

Jurisite Tunisie

Le Code du statut personnel (arabe : مجلة الأحوال الشخصية) ou CSP consiste en une série de lois progressistes tunisiennes, promulguées le 13 août 1956 par décret beylical puis entrées en vigueur le 1er janvier 1957, visant à l'instauration de l'égalité entre l'homme et la femme dans nombre de domaines. Le CSP est l'un des actes les plus connus du Premier ministre et futur président Habib Bourguiba près de cinq mois après l'indépendance de son pays.
Il donne à la femme une place inédite dans la société tunisienne et dans le monde arabe en général, abolissant notamment la polygamie, créant une procédure judiciaire pour le divorce et n'autorisant le mariage que sous consentement mutuel des deux époux.
Le successeur de Bourguiba, Zine el-Abidine Ben Ali, ne remet pas en cause le CSP et lui apporte même des modifications qui le renforcent, en particulier avec l'amendement du 12 juillet 1993. Mais cette politique féministe, s'inscrivant incontestablement dans une politique de modernisation du pays, reste confrontée aux mentalités conservatrices d'une partie de la société tunisienne influencée par la montée de l'islamisme durant les années 1980.

## Contexte historique
La question féminine est un thème récurrent en Tunisie, davantage que dans tous les autres pays du Maghreb, et le pays est sans doute de ce point de vue le plus « atypique » de la région. Il voit progressivement s'affirmer un particularisme qui le suit depuis l'époque beylicale qui, « à la veille même de l'instauration du protectorat français, allait s'engager dans un processus de réformes tendant à réaménager son rapport à la société dans une perspective nationale moderne ». Cependant, la période précédant la promulgation du CSP reste relativement pauvre en termes de faits juridiques correspondant au statut personnel et il faut donc attendre le CSP qui constitue une rupture avec les tentatives et propositions précédentes.
Dès 1868, Kheireddine Pacha écrit La plus sûre direction pour connaître l'état des nations en arabe qui explique que l'avenir de la civilisation islamique est lié à sa modernisation. En 1897, le cheikh Mohamed Snoussi publie L'Épanouissement de la fleur ou étude sur la femme en islam où il promeut l'éducation des filles. Quinze ans plus tard, Abdelaziz Thâalbi, César Benattar et Hédi Sebaï publient L'Esprit libéral du Coran qui plaide en faveur de l'éducation des filles et de la suppression du hidjab. En 1930, Tahar Haddad, lui-même influencé par le courant réformiste initié au XIXe siècle par Kheireddine Pacha, Ibn Abi Dhiaf, Mohamed Snoussi, Salem Bouhageb, Mohamed Bayram V et d'autres penseurs qui ont tous défendu l'idée de modernisme, publie Notre femme dans la législation islamique et la société. Il y démontre la possibilité de la compatibilité entre islam et modernité. D'ailleurs, les arguments qu'il y donne seront repris par Bourguiba lors de ses discours.

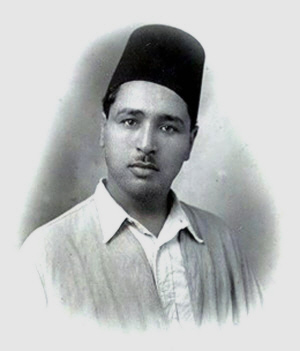
Portrait de Tahar Haddad.

Bien qu'à son époque, les propos de Haddad soient condamnés par les conservateurs, quasiment tous ses appels seront pris en compte lors de la rédaction du CSP comme le consentement obligatoire au mariage, la création d'une procédure de divorce et l'abolition de la polygamie. L'échec de Haddad à mettre en pratique ces volontés de son vivant est inscrit dans le succès postérieur de Habib Bourguiba : 
« Il [Haddad] occupe une place importante dans l'histoire des idées sociales et politiques en Tunisie. »
À la même époque, le cheikh Mohamed Fadhel Ben Achour, qui a aussi été mufti de Tunisie et recteur de l'université Zitouna, publie sa fatwa, fruit d'un ijtihad personnel. Dans le même temps, le journal réformiste Ennahdha publie des poèmes d'Abou el Kacem Chebbi qui participe, à une moindre échelle par rapport à Haddad, à la défense des droits des femmes. En 1947, Mohamed Abdelaziz Djaït, ancien ministre de la Justice qui sera plus tard opposé au CSP et auteur d'une majallah codifiant le statut personnel et le droit immobilier, lance un premier et timide essai de réforme pour unifier les doctrines malikites et hanéfite, majoritaires en Tunisie, qui ne donne finalement rien.
En novembre 1940, Mohamed Zarrouk fonde la première revue féministe francophone, Leïla, qui ferme toutefois en juillet 1941, mais dont le nom est symboliquement repris par Béchir Ben Yahmed qui, le 23 mai 1955, crée une rubrique Leïla vous parle — plus tard L'Action féminine — dans le cinquième numéro de son hebdomadaire L'Action (plus tard Afrique Action et enfin Jeune Afrique). Faute de femmes, absentes de la presse tunisienne de l'époque, la rubrique ferme mais Ben Yahmed fait la rencontre de Dorra Bouzid, alors étudiante à Paris, et la recrute pour relancer la rubrique. Le 13 juin 1955, Bouzid, alors seule femme du journal, édite dans le huitième numéro du journal, un article signé sous le pseudonyme de Leïla et titré : « Appel pour le droit à l'émancipation ». À l'occasion de la promulgation du CSP, elle écrit le 3 septembre 1956, sur une double page spéciale dans le numéro 65 du magazine, un article titré « Les femmes tunisiennes sont majeures » avec un éditorial rappelant la collaboration à son élaboration de deux cheikhs : Mohamed Abdelaziz Djaït et Mohamed Fadhel Ben Achour. En 1959, Safia Farhat et Bouzid cofondent la revue Faïza, qui, bien qu'elle cesse de paraître en décembre 1969, reste célèbre au Maghreb et plus généralement en Afrique en tant que premier magazine féminin francophone arabo-africain.

## Texte fondateur

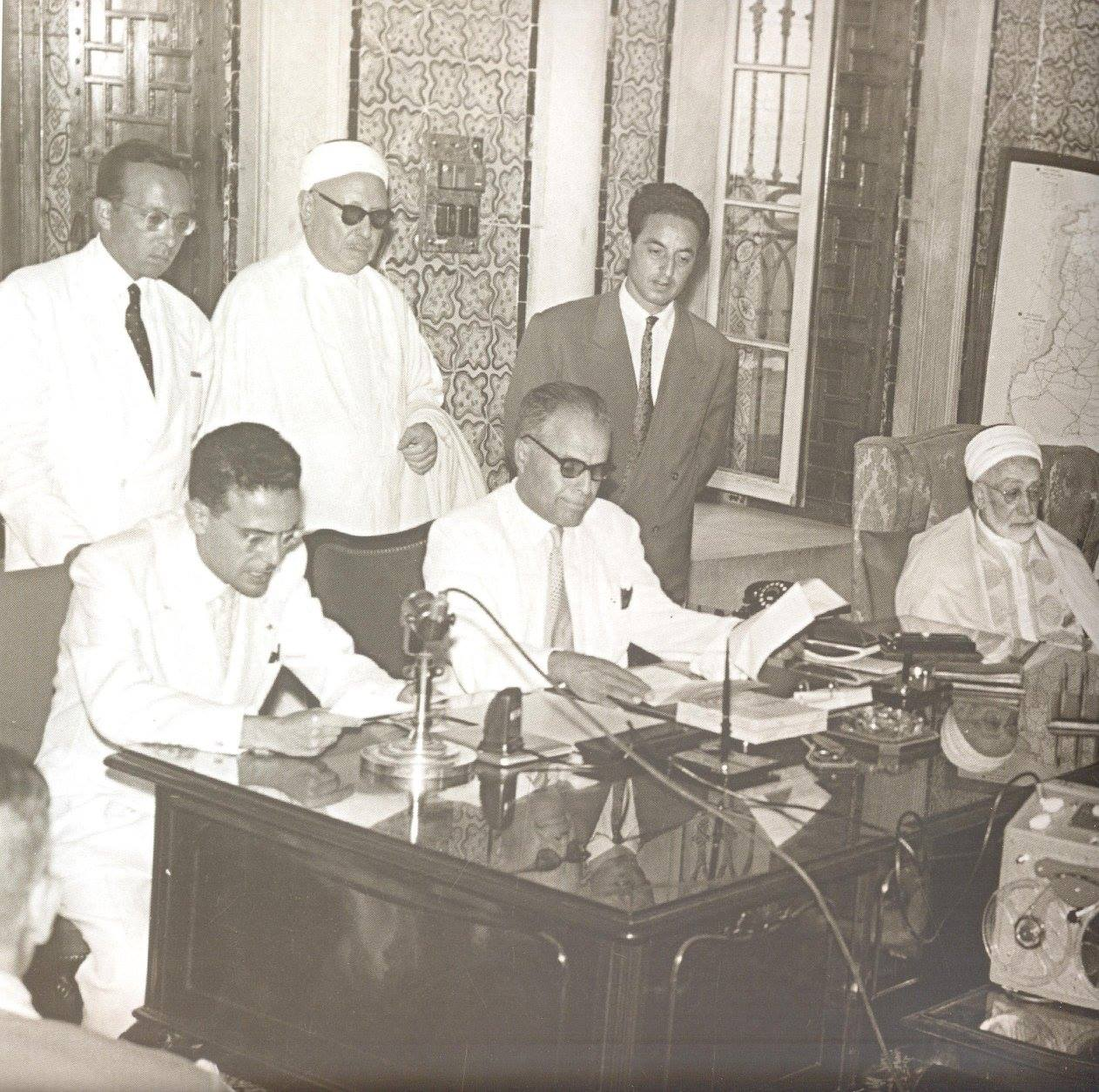
Jour de promulgation officielle du Code du statut personnel avec Ahmed Mestiri, Habib Bourguiba et Mohamed Tahar Ben Achour (assis) ; Mohamed Abdelaziz Djaït est debout en djebba blanche.

Le CSP institue dans le droit positif, pour la première fois dans un pays arabo-musulman, le principe du consentement des deux époux comme règle de validité de tout mariage. Le droit traditionnel du mariage musulman prévoyait toutefois le consentement mutuel des deux époux, la différence provenant principalement de la codification positive de ce droit.
Par ailleurs, le CSP instaure un âge minimum obligatoire au mariage limité d'abord à 18 ans pour l'homme et à quinze pour la femme, âge majoré dans un premier temps de deux ans pour les deux conjoints par le décret n°64-1 du 20 février 1964, avant que la loi n°2007-32 du 14 mai 2007 ne l'unifie à 18 ans pour les jeunes des deux sexes. Le texte précise qu'« au-dessous de cet âge, le mariage ne peut être contracté qu'en vertu d'une autorisation spéciale du juge qui ne l'accordera que pour des motifs graves et dans l'intérêt bien compris des deux futurs époux ». Dans ce même cas, le consentement au mariage du mineur doit être donné par le plus proche parent qui doit remplir trois conditions : « être sain d'esprit, de sexe masculin [et] majeur ».

Le CSP fait également interdire le mariage de l'homme « avec ses ascendantes et descendantes, avec ses sœurs et les descendantes à l'infini de ses frères et sœurs, avec ses tantes, grands-tantes et arrière-grands-tantes » et « avec la femme dont il avait été divorcé trois fois ». La polygamie, bien qu'assez marginale à l'époque, est également interdite, même si la seconde union n'est pas « formelle » : « Quiconque, étant engagé dans les liens du mariage, en aura contracté un autre avant la dissolution du précédent, sera passible d'un emprisonnement d'un an et d'une amende ». Pour justifier cette mesure, Bourguiba se réfère à une sourate du Coran : 
« Nous nous sommes conformés à l'esprit du Livre saint [...] qui s'oriente vers la monogamie. Notre décision en la matière ne contredit aucun texte religieux et se trouve en harmonie avec notre souci de justice et d'égalité entre les sexes. »
 Cette sourate indique qu'« il est permis d'épouser deux, trois ou quatre, parmi les femmes qui vous plaisent, mais, si vous craignez de n'être pas justes avec celles-ci, alors une seule, ou des esclaves que vous possédez. Cela afin de ne pas faire d'injustice ». Pour Bourguiba, la condition de l'équité entre les épouses étant impossible à assurer, l'interdiction de la polygamie devient dès lors légitime. Et, provoquant les conservateurs, il ajoute : 
« Les défenseurs de la polygamie devraient admettre dans un esprit d'équité que la femme soit polyandre en cas de stérilité de l'époux. »
Le CSP rappelle également que « chacun des deux époux doit traiter son conjoint avec bienveillance, vivre en bon rapport avec lui et éviter de lui porter préjudice », abolissant ainsi le devoir d'obéissance de l'épouse à l'égard de son mari. Dans le même temps, le texte oblige la femme qui est en possession de biens à contribuer aux charges de la famille alors que le mari ne dispose plus d'aucun pouvoir d'administration sur les biens propres à la femme.
Jusqu'en 1956, le divorce reste le propre de l'homme qui peut répudier unilatéralement sa conjointe par une simple déclaration authentifiée par deux témoins. Au contraire, le CSP instaure une procédure de divorce qui « ne peut avoir lieu que devant le tribunal » et qui entraîne « la dissolution du mariage ». Ce même tribunal ne prononce le divorce qu'en cas de consentement mutuel des deux époux et à la demande de l'un des conjoints en fonction du préjudice dont il a été victime. Il est également indiqué que « le préjudice matériel sera réparé [à la femme] sous forme de rente payable mensuellement [...] en fonction du niveau de vie auquel elle était habituée durant la vie conjugale, y compris le logement ». Une fois encore, Bourguiba se justifie par les dispositions du Coran.
Le CSP institue également le principe de l'égalité de l'homme et de la femme sur le plan de la citoyenneté. Par ailleurs, si l'enfant ne possède pas de biens propres, les frais nécessaires à son entretien sont prélevés sur ceux du père.

## Réformes successives

### Politique de Bourguiba

#### Action politique antérieure
Radhia Haddad écrit dans son autobiographie Parole de femme : 
« À l'aube de l'indépendance, la plus ancienne et la plus criante des injustices était la condition des femmes. »
Prenant la tête de la campagne de modernisation de la Tunisie, Habib Bourguiba trouve dans chacun de ses discours l'occasion de critiquer l'attitude des sexistes, désigne le hidjab comme un « misérable chiffon » ou un « épouvantable suaire » voire encore comme un « linceul sinistre qui cache la figure » et fait appel à la science pour ridiculiser la question de la virginité au mariage. Les Tunisiennes entendent son appel, se dévoilent et font souvent appel à lui pour régler un litige avec leur époux. Ce dernier tranche toujours en faveur des femmes et « se fait tout au long des années 1960 leur inlassable avocat ».
Il faut savoir que Bourguiba a toujours attaché un culte à sa mère, Fatouma, morte en 1913, prématurément selon le chef d'État. Dans plusieurs de ses discours, son souvenir revient et l'épuisement généré par la double fonction d'épouse et de mère participe de sa dénonciation de la condition féminine dans la société traditionnelle tunisienne. Bien que ces déclarations puissent être considérées comme sincères — d'autres exposés montrent en effet une certaine hostilité à la tradition domestique de l'époque —, il est à rappeler le fait que le souvenir de sa mère ne joue aucun rôle fondamental sur ses positions politiques à propos de la condition féminine lors du protectorat français.
Dans ce contexte, à la veille de l'indépendance, il n'existe pas véritablement de mouvement politique étroitement axé sur la revendication des droits des femmes. Les institutions existantes relèvent de partis politiques et, bien que ces droits soient des sujets de discours, ils ne font alors pas partie des priorités politiques. L'Union des femmes et l'Union des jeunes filles de Tunisie rattachées au Parti communiste tunisien agissent surtout dans les domaines social et du travail. Quant à l'Union musulmane et aux cellules féminines destouriennes créées dès 1951-1952, elles ne commencent à revendiquer le droit de vote et d'éligibilité qu'à partir de 1955. Ces deux derniers droits, appliqués dès 1956, sont officialisés le 14 mars 1957 et les Tunisiennes votent pour la première fois aux élections municipales de mai 1959 et, plus tard, aux élections présidentielles et législatives de novembre 1959. Mais le seul droit qui reste unanime auprès des organisations féminines est l'éducation. De ce point de vue, le CSP n'a été promulgué sous aucune pression militante féminine qui, quand elle existe, est plutôt orientée vers d'autres idéaux.

#### Poursuite des réformes

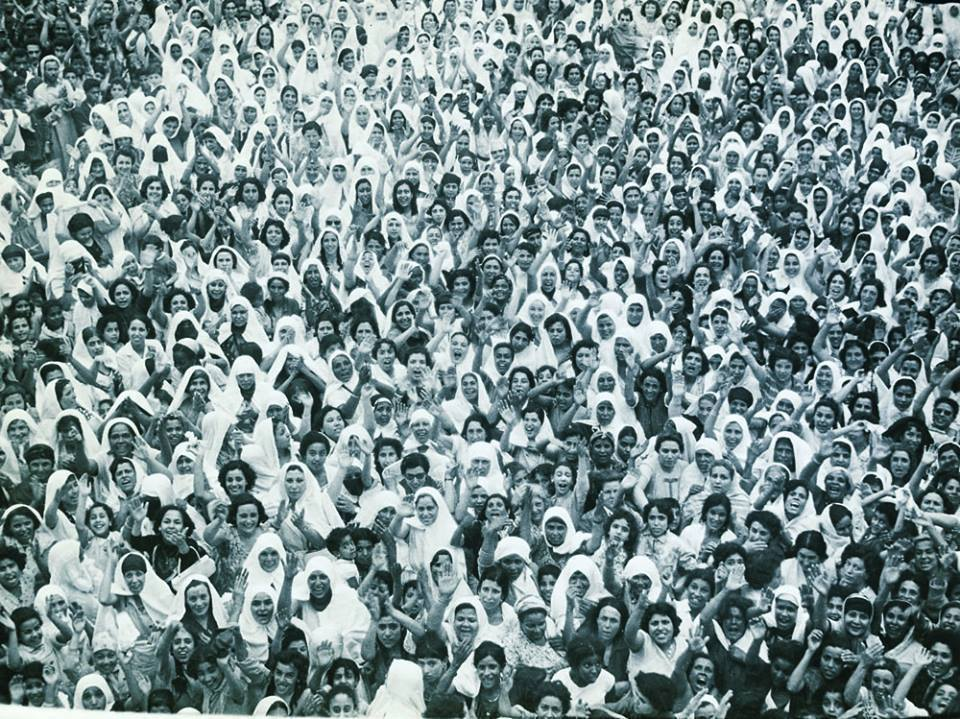
Femmes tunisiennes sortant spontanément célébrer le Code du statut personnel tunisien au lendemain de sa promulgation.

Le 10 août 1956, Bourguiba, alors Premier ministre, consacre tout son discours au CSP qui allait être promulgué trois jours plus tard. Il le décrit comme étant « une réforme radicale » qui allait faire du mariage « une affaire de l'État, un acte qui doit être supervisé par le droit public et la société dans son ensemble ». Rédigé par une quinzaine de juristes en majorité arabophones, sous la direction du ministre de la Justice Ahmed Mestiri, le CSP est voté dans la foulée de l'indépendance et avant même la rédaction de la Constitution de 1959. Regroupé en douze livres, il donne aux femmes un statut inédit dans le monde musulman. Proclamé le 20 mars 1956 puis promulgué le 13 août de la même année (6 mouharram 1376 dans le calendrier hégirien) par décret beylical de Lamine Bey, le CSP entre en vigueur le 1er janvier 1957. Cet acte s'inscrit dans une série de réformes qui touchent d'autres aspects de l'impact de la religion sur la société.
Ainsi, le 31 mai, les habous publics avaient été supprimés alors que les habous privés le seront le 1er juillet (décrets du 31 mai et du 18 juillet). Le 3 août, les tribunaux séculiers remplacent les instances religieuses comme le haut tribunal de l'application de la loi coranique alors que la loi du 27 septembre 1957 fait fermer le tribunal rabbinique de Tunis. Leurs effectifs sont intégrés dans le cadre des magistrats de droit commun. Le 10 janvier 1957, le port du hidjab est interdit dans les écoles.
Quant aux décrets du 29 mars 1956 et du 1er octobre 1958, ils visent l'université Zitouna qui est fermée au même titre que les autres médersas, le but officiel étant « de supprimer progressivement tous les anciens types d'enseignement [...] inadaptés, hybrides ou dépassés » (discours prononcé par Bourguiba à Tunis le 15 octobre 1959). Pourtant, plus que ce souci de modernisation, il existe aussi le besoin de déstabiliser un foyer important d'opposition politique fondé sur la religion.

Dans les années suivant l'indépendance, les femmes obtiennent le droit de travailler, de se déplacer, d'ouvrir des comptes bancaires et de créer des entreprises sans que l'autorisation de leur époux ne soit demandée. Le 1er juillet 1965, une loi autorise l'avortement, tant pour des raisons sociales que thérapeutiques. Dès le début des années 1960, les femmes sont encouragées à limiter leur descendance et la pilule contraceptive est rendue accessible gratuitement dans tout le pays, annulant ainsi la loi française qui, en 1920, faisait interdire tout moyen de contraception. Une loi de mars 1958 impose le mariage civil et, le 14 décembre 1960, une autre loi limite à quatre le nombre d'enfants bénéficiant d'allocations familiales. Bourguiba crée l'Union nationale de la femme tunisienne (UNFT) en 1956 qui est chargée de mener la propagande en faveur de sa politique féministe. Lors d'un discours tenu le 26 décembre 1962, Bourguiba déclare : 
« Le travail contribue à l'émancipation de la femme. Par son travail, une femme ou une jeune fille assure son existence et devient consciente de sa dignité. »

Dans la pratique, la Tunisie ratifie le 14 septembre 1965 la convention n°111 de l'Organisation internationale du travail (OIT) concernant la discrimination en matière d'emplois et de profession. Plus tard, en 1968, la ratification de la convention n°100 de l'OIT instaure l'égalité de traitement de la main-d'œuvre féminine et masculine pour un travail de valeur égale. Ces mesures, ajoutées à la mixité des écoles et à l'entrée de plus en plus importante des jeunes filles dans le monde du travail, entraînent la baisse de la nuptialité et de la natalité, dont l'objectif est de 46 ‰ en 1966 et de 30 ‰ en 1971. Mohamed Baraket et Dominique Tabutin estiment que deux tiers de la réduction des naissances durant la période allant de 1966 à 1975 est la conséquence démographique de ces mesures. En 1980, le taux de croissance démographique de la Tunisie fait partie des plus faibles des pays du Sud et se trouve être le plus faible du monde arabe. Ce taux est de 2,2 enfants par femme en 1998 et de 1,73 enfant en 2007. Radhia Haddad reconnaît le mérite de Bourguiba dans ces transformations : 
« Si tous les pays ont fini, un jour ou l'autre, par se débarrasser de la domination étrangère, aucun, et surtout aucun pays arabo-musulman, n'a osé une révolution sociale d'une telle ampleur. »

#### CSP et religion

Portrait d'Atatürk, autre figure du modernisme en matière de droits des femmes dans le monde musulman.

Cette série de réformes, bien qu'elle s'écarte quelque peu de la norme coutumière — comme peut l'illustrer l'instauration de l'adoption en 1958, inconnue en droit musulman et de l'adoption plénière en 1959 —, ne rompt jamais avec la religion. Bourguiba déclare être un mujtahid et non pas un kémaliste car il reprochait au chef turc de s'être trop éloigné de la société. Dès 1956, tous les responsables — notamment le ministre de la Justice Ahmed Mestiri et les différentes dirigeantes de l'UNFT — rappellent à chaque occasion que le CSP et les lois successives ne sont pas opposées à l'islam mais s'inscrivent dans le cadre d'une réforme de la société « à l'intérieur de l'islam ». Ainsi, chacune des mesures prises dans la rédaction du CSP est accompagnée de justifications issues d'une interprétation libérale du droit musulman. Lors d'un discours tenu à Tunis le 8 février 1961, Bourguiba rappelle son opinion sur la domination de la raison sur tout autre moyen de pensée comme la religion : 
« Il est encore des gens qui ne conçoivent pas que la raison doit s'appliquer à toutes choses en ce monde et commander toute activité humaine ; pour ceux-là, certains domaines — celui de la religion en particulier — doivent échapper à l'emprise de l'intelligence. Mais alors, en agissant de la sorte, on détruit du même coup la ferveur et la vénération que nous devons à tout ce qui est sacré [...] Comment admettre cet ostracisme contre la raison ? Comment s'abaisser à ce comportement d'animal intelligent ? »
Néanmoins, force est de constater que la Tunisie de Bourguiba, pas plus que celle de Ben Ali ou l'ensemble des États arabes, ne pourraient être qualifiés de « laïque » car, en plus de la désorientation, de la neutralité et de la liberté religieuses de l'État, la laïcité implique également l'autonomie des institutions publiques et religieuses. La réalité est que la présence institutionnelle de l'islam en Tunisie, bien que strictement encadrée, est bien véritable comme la perpétuelle référence implicite ou explicite à la religion pour légitimer les orientations du régime.
Certes, les services publics tunisiens sont accessibles à tous sans distinction de culte et la Constitution de 1959 garantit la liberté de religion tant qu'elles ne portent pas atteinte à l'ordre public mais l'islam en reste la religion d'État si bien que s'en réclamer est obligatoire pour pouvoir prétendre au poste de président de la République.

#### Réaction conservatrice
Dans ce contexte, le « féminisme » présidentiel reste relativement ambigu comme l'illustre le discours prononcé lors du troisième congrès de l'UNFT, tenu du 20 au 29 décembre 1962, où il déclare qu'il faut protéger la famille en garantissant à l'homme la faculté d'en être le chef. Dès les années 1970, la politique de Bourguiba perd en dynamique : cette absence de nouvelles réformes peut s'expliquer de différentes manières : la dégradation de la santé du président, la réaction tardive des conservateurs restés réservés au cours de la décennie précédente et la résistance de la société bouleversée dans ses fondements. Dans le même temps, le pouvoir désire déstabiliser la gauche marxisante en encourageant la création de l'Association de sauvegarde du Coran en janvier 1968, ce qui contribuera à la naissance du parti islamiste Ennahdha.
De même, le silence du CSP à propos du mariage entre une musulmane et un non-musulman est, depuis 1969, interprété par la plupart des juges comme une reconnaissance de l'interdiction donnée par le droit musulman en la matière. Ce raisonnement est approuvé le 5 novembre 1973 par une circulaire du ministère de la Justice qui, afin « d'éloigner les côtés négatifs de l'Occident », fait interdire les mariages entre musulmanes et non-musulmans et qui juge nul les mariages mixtes où le conjoint ne s'est pas converti à l'islam et où une attestation de conversion n'est pas fournie. Les tribunaux interprètent souvent à cette époque le code dans un sens restrictif, refusant par exemple tout droit à l'héritage pour les femmes non-musulmanes de mariages religieusement mixtes. Bourguiba lui-même cède aux volontés des conservateurs et refuse en 1974 la pression de son entourage et de la majorité de son gouvernement visant à modifier le projet de loi sur l'égalité successorale qui aurait institué l'égalité des sexes face à l'héritage. En effet, sur cette question, il ne peut se référer au Coran pour se justifier puisque le texte est clair : « Au fils, une part équivalente à celle de deux filles ». En 1976, au sixième congrès de l'UNFT, il déclare ouvertement qu'« il n'est pas nécessaire que la femme exerce des activités rémunérées hors de son foyer ». Il semble ainsi renoncer à l'un des principes de sa politique de modernisation.
Les années 1980 se caractérisent dans la même ligne par une immobilité en termes de réformes féministes à l'exception de quelques améliorations non négligeables au début de la décennie : la loi n°81-7 du 18 février 1981 confie à la mère veuve la tutelle des enfants mineurs et favorise les femmes en cas de divorce. Par la suite, le 1er novembre 1983, Bourguiba nomme les deux premières femmes ministres : Fethia Mzali au ministère de la Famille et de la Promotion de la femme et Souad Yaacoubi à la Santé.

### Politique de Zine el-Abidine Ben Ali

#### Début de pouvoir ambigu
Zine el-Abidine Ben Ali hérite à la fin 1987 d'une société partagée entre conservateurs, qui réclament la modification du CSP dans un sens régressif, et modernistes qui désirent son maintien pour symboliser l'ancrage de la Tunisie dans la modernité. Le nouveau président fait donc preuve d'une extrême prudence puisque c'est par rapport à son attitude face au code qu'une bonne partie de l'opinion publique se basera pour porter son jugement sur le nouveau président. Durant ses premiers mois de pouvoir, il met en place l'interruption des programmes télévisés et radiodiffusés pour passer l'appel aux cinq prières quotidiennes et fait rouvrir l'université Zitouna tout en critiquant les « dérives » laïques de Bourguiba et en glorifiant l'« identité arabo-islamique » de la Tunisie. Au début du mois de mars 1988, le quotidien Assabah annonce qu'un amendement du CSP visant à l'interdiction de l'adoption d'enfants est en discussion, ce qui provoque la réaction de quarante universitaires de toutes orientations politiques qui font circuler une pétition demandant la « nécessaire séparation de l'islam et de la politique ». Le lendemain, 19 mars, Ben Ali rappelle publiquement lors d'une allocution télévisée son attachement au CSP : 
« Il n'y aura ni remise en cause ni abandon de ce que la Tunisie a pu réaliser au profit de la femme et de la famille. »
 Néanmoins, la condition féminine ne fait pas alors partie de ses priorités et l'on retrouve dans son action la même ambiguïté politique que celle qui existait chez Bourguiba.

#### Prise de conscience
Ce n'est qu'à partir de 1989, une fois que la relation avec les islamistes est rompue, qu'un nouveau discours moderniste se remet en place. Les femmes sont alors appelées pour caractériser ce changement : les réceptions officielles deviennent mixtes dès 1992 et les ministres et hauts fonctionnaires sont encouragés à y venir accompagnés de leurs épouses. La nouvelle première dame, Leïla Ben Ali, fait de plus en plus d'apparitions en public et, en tant que porte-parole de son époux, tient régulièrement des discours sur le rôle de la femme dans le pays. La mise en pratique de ce changement peut également s'illustrer par la création en 1991 du Centre de recherches, d'études, de documentation et d'information sur la femme et la mise en place au sein du ministère du plan d'une commission nationale « Femme et développement » chargée d'étudier le rôle de la femme dans le développement dans le cadre de la préparation du huitième plan économique (1992-1996),. Toujours en 1991, une loi rend obligatoire la scolarisation de tous les enfants.

Le 13 août 1992, à l'occasion de la journée nationale de la Femme, Ben Ali tient un discours qui renoue avec le modernisme bourguibien où il demande « la réhabilitation de la femme, la reconnaissance de ses acquis et la consécration de ses droits dans le cadre des valeurs religieuses et civiles auxquelles notre peuple est fier d'adhérer ». La référence à l'islam, devenue presque rituelle, reste présente, même si l'on y ajoute également le souvenir du passé antique carthaginois du pays en insistant sur sa diversité culturelle, mais est beaucoup plus réduite par rapport aux discours tenus entre 1987 et 1989. Trois idées majeures dominent en revanche dans ce discours : l'éloge de la modernité acquise et irréversible, la reconnaissance des évolutions qu'a connues la société, comme le passage de la famille élargie à la famille nucléaire, et la nécessité de mettre en pratique ces évolutions dans les textes de lois. Déclarant qu'il est « convaincu de l'aptitude de la femme à assumer les plus hautes charges au sein de l'État et de la société », il annonce la création d'un secrétariat d'État chargé de la femme et de la famille et la nomination d'un nombre supérieur de femmes dans les cabinets ministériels. Il reconnaît à cette occasion que l'égalité des sexes n'est pas encore totale et prévoit de futures améliorations : 
« Nous tenons à réaffirmer ici notre attachement à ces acquis et notre détermination à les défendre et à les faire évoluer. »

##### Amendement du 12 juillet 1993
Dans la pratique, les réformes sont apportées en 1993. Bien que tous les projets des féministes, qui désirent la reconnaissance claire de l'égalité entre les deux sexes, ne soient pas menés à terme, les réformes tendent vers le partage de l'autorité entre les deux époux au lieu de l'autorité exclusive du père. L'amendement n°93-74 du 12 juillet 1993 portant modification du Code du statut personnel donne le droit à la femme de transmettre son patronyme et sa nationalité à ses enfants au même titre que son époux — même si elle est mariée à un étranger — à la seule condition que le père ait donné son approbation. D'autres mesures consacrent la participation de la mère à la gestion des affaires touchant les enfants et le consentement obligatoire de la mère pour le mariage de son enfant mineur. Par ailleurs, la femme acquiert le droit de représenter ses enfants dans quelques actes juridiques, d'ouvrir et de gérer un livret de caisse d'épargne pour leur bénéfice. De plus, le texte rend obligatoire aux époux de se traiter avec « bienveillance » et de s'entraider dans la gestion du foyer. Jusque-là, la femme devait respecter les prérogatives du mari. En outre, une autre prescription annule le privilège des grands-parents paternels à recevoir des aliments de leur descendance et le fait bénéficier également aux grands-parents maternels annulant le concept de famille patriarcale en lui retirant son unité juridique.
Plus tard, une seconde série de dispositions renforce la protection de la femme face à l'homme en réprimant plus rigoureusement les violences conjugales et en instituant le versement de pensions alimentaires tout en accentuant la répression des maris divorcés qui ne respectent pas cette obligation. Dans le cadre professionnel, un nouvel article du Code du travail ajouté par la loi n°93-66 du 5 juillet 1993 réaffirme qu'« il ne peut être fait de discrimination entre l'homme et la femme dans l'application des dispositions du [...] code ».
En 1995, d'autres innovations législatives sont votées en matière de répartition des biens au sein du couple, reconnaissant le fait que la constitution des biens est le fait des deux conjoints et, qu'en cas de divorce, la femme ne saurait être lésée dans la répartition du patrimoine commun. Lors de l'élection présidentielle de 1999, le programme de Ben Ali comporte un volet consacré à la femme sous le slogan « Des perspectives renouvelées devant la femme ».

##### Situation actuelle
Dans le domaine matrimonial, la Tunisie reste souvent considérée comme un État ouvert aux modifications du monde moderne,. La Tunisie fête deux journées dédiées aux femmes : le 8 mars qui est la journée internationale des femmes et le 13 août, date-anniversaire de la promulgation du CSP, qui est devenu un jour férié déclaré « journée nationale de la Femme ». À l'occasion du 50e anniversaire de la promulgation du CSP, le président annonce deux projets de loi qui sont adoptés par la Chambre des députés le 8 mai 2007. Le premier renforce le droit au logement au bénéfice de la mère ayant la garde des enfants et le second unifie l'âge minimum au mariage à 18 ans pour les deux sexes malgré le fait que la moyenne d'âge réelle au mariage soit passée à 25 ans pour la femme et à 30 pour l'homme.

## Difficultés

### Difficultés légales et sociétales
Le CSP connaît néanmoins de nombreuses difficultés à s'insérer correctement dans la société tunisienne. Ainsi, la dot — bien qu'elle ne constitue pas une cause de divorce en cas de défaut de paiement — existe toujours, le domicile de l'époux est le seul qui puisse être considéré comme domicile conjugal et l'héritage est totalement inégalitaire puisque la charia accorde aux hommes une part double par rapport à celle des femmes (l'un des rares cas où le droit musulman est appliqué en Tunisie). Malgré quelques tentatives, Bourguiba n'a pu imposer l'égalité des deux sexes dans ce domaine en raison d'une trop forte réticence des chefs religieux. Il s'est donc contenté d'encadrer les pratiques pour éviter les abus. Aujourd'hui, des facilitations pour les donations entre personnes vivantes sont à l'étude pour pallier l'inégalité des filles. Mais en parcourant « les voies et moyens permettant de promouvoir et de renforcer les acquis de la femme sans altérer notre identité arabo-islamique », Ben Ali a fixé le 13 août 1992 les limites qu'il ne compte pas dépasser.

La ministre tunisienne chargée des Femmes et de la Famille affirme pour sa part le 9 février 1994 au Sénat français : 
« Quand Bourguiba [...] promulgue le Code du statut personnel [...], il le fait au nom de la charia et de l'islam. »
 Il s'agit donc de ne pas s'attaquer directement à l'inégalité des sexes devant l'héritage, le CSP continuant de considérer l'homme comme le chef de famille et exprimant le fait que les époux doivent remplir leurs devoirs conjugaux « conformément aux usages et à la coutume » qui sont systématiquement à l'avantage des intérêts masculins. En outre, il n'est pas toujours facile d'appliquer les textes en milieu rural où les filles sont encore souvent déscolarisées au profit des garçons pour travailler comme employées de maison ou aux champs où la modernisation des équipements a généralement plus concerné les hommes même dans le cadre d'une exploitation familiale. Ainsi, le travail des femmes en campagne reste très manuel, se déroule dans des positions souvent courbées pour la cueillette par exemple et ne réclame pas de qualification particulière.

### Oppositions des chefs religieux

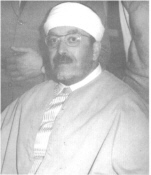
Portrait du cheikh Mohamed Fadhel Ben Achour.

Mis à part le soutien du cheikh Mohamed Fadhel Ben Achour, qui a défendu les dispositions du CSP sous prétexte qu'elles constituent des interprétations éventuelles de l'islam, définissant le CSP comme « un impératif des temps modernes [...] mais toujours conforme aux textes fondateurs de l'islam », une grande partie des autorités religieuses entre dans un mutisme prudent ou dénonce le code. Cette opposition qui estime que le CSP « viole la norme islamique » se forme et comprend plusieurs figures dont Mohamed Abdelaziz Djaït, à tort considéré comme l'un des inspirateurs du code, qui juge le CSP « trop éloigné des préceptes charaïques ». Le 20 août 1956, ce dernier envoie une lettre à Ahmed Mestiri dans laquelle il demande la révision de certains articles du CSP, dont ceux correspondant à l'interdiction de la polygamie et à la création d'une procédure de divorce. Cette réclamation oblige Bourguiba à interpeller, publiquement et nommément, le 7 septembre, les membres des tribunaux religieux pour leur demander leur avis quant à la conformité du CSP avec la loi religieuse. Le 14 septembre, treize membres des deux tribunaux supérieurs publient une fatwa dans laquelle ils affirment que le CSP comporte des tendances condamnables car opposées au Coran, à la sunna et à l'ijmâ'. Ils sont quasiment tous destitués ou placés en retraite anticipée,, les imams prononçant des sermons allant à l'encontre du CSP ou des cheikhs signant des pétitions ou des articles critiquant celui-ci étant arrêtés. Bourguiba leur adresse plus tard ce message dans un discours : 
« Comme vous, je suis musulman. Je respecte cette religion pour laquelle j'ai tout fait, ne serait-ce qu'en sauvant cette terre d'islam de l'humiliation coloniale... Mais de par mes fonctions et mes responsabilités, je suis qualifié pour interpréter la loi religieuse. »

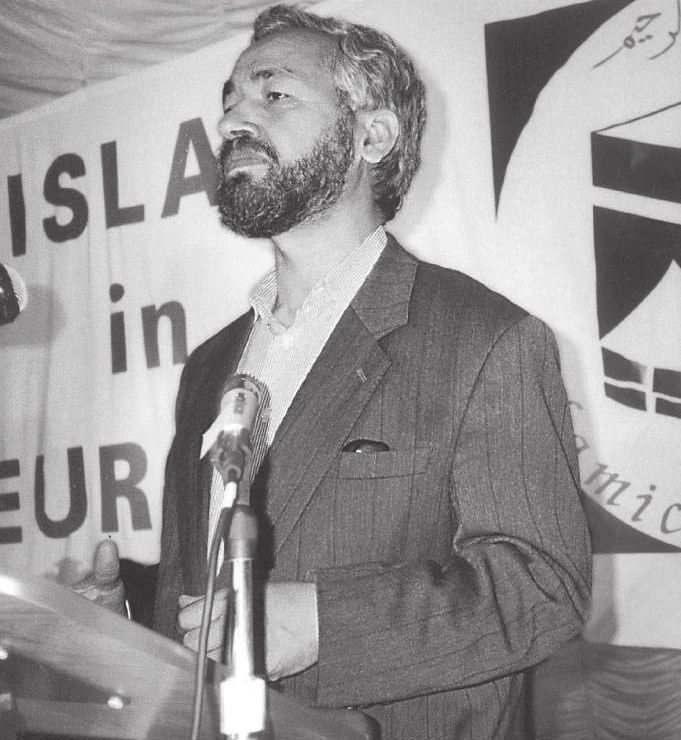
Rached Ghannouchi lors d'un rassemblement.

Cela pousse les autorités religieuses à interpréter également le Coran de façon à tolérer le fait que les femmes puissent recevoir une éducation et participer à la vie sociale du pays. La plupart des chefs religieux font bénéficier jusqu'à leurs propres filles des nouvelles modifications de la société. Plus tard, Ben Ali ayant accordé une grâce présidentielle à Rached Ghannouchi libéré le 14 mai 1988, sous la pression gouvernementale, ce dernier exprime sa confiance envers le président et reconnaît que le CSP représente « dans l'ensemble [...] un cadre propre à organiser les relations familiales ». Néanmoins, les islamistes poursuivent leur projet d'annuler le code, et ce bien que son acceptation préalable constitue une condition pour la légalisation des partis politiques qui n'a donc pas été accordée à Ennahdha ; ce n'est qu'après la révolution de 2011 que le parti est légalisé. Ghannouchi déclare alors : « Nous avons toujours dit que nous acceptions le Code du statut personnel, ainsi que toutes les dispositions sur l'égalité homme-femme », propos toutefois contredits par certains slogans qui exigent l'instauration de la charia.
Pourtant, certaines mentalités sont plus longues à changer, la question de la virginité au mariage et l'influence des prédicateurs religieux fustigeant le mode de vie occidental sur les chaînes de télévision du Moyen-Orient jouant un rôle important dans ce débat. Le hidjab, traditionnellement peu implanté, fait son apparition au début des années 2000 comme un retour à une mythique authenticité arabo-islamique du pays, l'influence des chaînes de télévision étrangères et le contexte suivant les attentats du 11 septembre 2001 pouvant constituer une explication complémentaire.
Quant au juriste Yadh Ben Achour, fils de Mohamed Fadhel Ben Achour, il explique dans Politique, religion et droit dans le monde arabe (1992) que « la famille tunisienne est encore empêtrée dans trop d'archaïsmes et subit trop violemment les effets de l'anomie sociale pour pouvoir pleinement bénéficier des réformes bourguibiennes ».

## Culture populaire
Le thème du CSP est repris dans le documentaire arabophone Fatma 75 (1975) de Salma Baccar et produit par la Société anonyme tunisienne de production et d'expansion cinématographique. Il recoupe l'histoire et l'évolution de la condition féminine en Tunisie en trois périodes : la période 1930-1938 qui aboutit à la création de l'Union musulmane des femmes de Tunisie (ancêtre de l'UNFT), la période 1938-1952 qui induit les deux luttes pour l'émancipation de la femme et pour l'indépendance du pays et la période postérieure à 1956 avec les acquis de la femme en ce qui concerne le CSP.
Par ailleurs, une série de six timbres postaux émis par la Poste tunisienne ont pour thème la femme. Celui qui est émis le 1er janvier 1959, dessiné par Hatem El Mekki et d'un format de 22 × 36 mm, représente une femme en train de se dévoiler, symbolisant ainsi l'émancipation de la femme tunisienne. Lors du 25e anniversaire du CSP, le 13 août 1981, deux timbres également dessinés par Hatem El Mekki sont émis, l'un d'une valeur faciale de cinquante millimes et d'un format de 26 × 39 mm représentant une femme heureuse levant les mains au ciel et l'autre d'une valeur faciale de cent millimes et d'un format de 39 × 26 mm représentant une femme qui s'envole avec une colombe, symbole de liberté. À l'occasion du cinquantenaire de la promulgation du CSP, un timbre d'un format de 52 × 37 mm dessiné par Mokhtar Ben Boubaker est émis à un million d'exemplaires le 13 août 2006. D'une valeur faciale de 2 350 millimes, il représente une balance, attribut de la justice, au-dessous de laquelle apparaît une silhouette de jeune femme dans trois situations émancipatrices (étude, travail et apparition dans l'espace public).

### Filmographie
- Tunisie, histoire de femmes, film de Feriel Ben Mahmoud, Alif Productions, Paris, 2005

#### Documents
- « Code du statut personnel », sur jurisitetunisie.com (consulté le 12 janvier 2025).
- Sana Ben Achour, « Le Code tunisien du statut personnel, 50 ans après : les dimensions de l'ambivalence », L'Année du Maghreb, no II,‎ 2005-2006, p. 55-70 (ISSN 1952-8108, lire en ligne, consulté le 12 janvier 2025).
- Mouna El Banna, « Bouchra Bel Haj Hamida : avocate », sur RFI, 25 août 2006 (consulté le 12 janvier 2025).
- Ilhem Marzouki, « La conquête de la banalisation par le Code tunisien du statut personnel », L'Année du Maghreb, no II,‎ 2007, p. 71-95 (ISSN 1952-8108, lire en ligne, consulté le 12 janvier 2025).
- « Témoignage de Tunisiens et de leur président Habib Bourguiba », sur ina.fr, 8 janvier 1968 (consulté le 12 janvier 2025).

#### Site
- « Centre de recherches, d'études, de documentation et d'information sur la femme », sur credif.org.tn (consulté le 12 janvier 2025).